# 山本正勝
山本正勝（やまもと まさかつ）は、関西を中心に活動するラジオ番組のディレクター（フリーランス）である。
アイドル、アニメソング好き。雑学をかなり知っている。彼が担当する番組で、幾度も「何でも知っている山本ディレクター」として紹介されている。
通称yanto（やんと）。「yanto」というハンドルネームを使って、2ちゃんねる内の自身の担当番組に関する電子掲示板に書き込みをすることがある。

## 経歴
- 1986年4月 - 神戸大学入学、六甲祭実行委員会入部。
- 1988年10月 - 平野秀朗とともに「ABCラジオシティ」の学生アルバイト「ADs（エーディーズ）」として業界に入り、同番組に「お調べ隊＆お試し隊隊長」として出演。
- 1989年秋 - 「誠のサイキック青年団」のADも務める。
- 1993年 - 7年間在籍していた神戸大学を語学の単位が足りず、実質2年生で中途退学する。その後、フリーディレクターとなり現在に至る。

## 担当番組
- 「スレッドキングABC」（ABCラジオ）

### これまでの担当番組
- 「ABCミュージックパラダイス」（ABCラジオ）
- 「誠のサイキック青年団」（ABCラジオ）
- 「ドクロマンズラジオ」（ABCラジオ）
- 「TUNE!」（ABCラジオ）

## 出版物
- 「16年目のサイキック読本」（北野誠・竹内義和・平野との共著、2005年8月、青心社、ISBN 4-87892-312-1）